# Elezioni regionali nelle Marche del 1995
Le elezioni regionali italiane del 1995 nelle Marche si sono tenute il 23 aprile. Esse hanno visto la vittoria del candidato di centro-sinistra Vito D'Ambrosio, che ha sconfitto il candidato del Polo, Stefano Bastianoni.

## Risultati
| Candidati                            | Candidati                                           | Voti                                 | %     | Liste                              | Voti    | %     | Seggi |
| ------------------------------------ | --------------------------------------------------- | ------------------------------------ | ----- | ---------------------------------- | ------- | ----- | ----- |
|                                      | Vito D'Ambrosio (Marche Democratiche) ✔️ Presidente | 486 631                              | 51,56 | Partito Democratico della Sinistra | 283 429 | 33,64 | 12    |
| Partito della Rifondazione Comunista | Vito D'Ambrosio (Marche Democratiche) ✔️ Presidente | 486 631                              | 51,56 | 86 293                             | 10,24   | 3     |       |
| Patto dei Democratici                | Vito D'Ambrosio (Marche Democratiche) ✔️ Presidente | 486 631                              | 51,56 | 38 695                             | 4,59    | 1     |       |
| Federazione dei Verdi                | Vito D'Ambrosio (Marche Democratiche) ✔️ Presidente | 486 631                              | 51,56 | 24 632                             | 2,92    | 1     |       |
| Partito Repubblicano Italiano        | Vito D'Ambrosio (Marche Democratiche) ✔️ Presidente | 486 631                              | 51,56 | 16 866                             | 2,00    | 1     |       |
| Federazione Laburista                | Vito D'Ambrosio (Marche Democratiche) ✔️ Presidente | 486 631                              | 51,56 | 4 648                              | 0,55    | –     |       |
| Seggi assegnati alla lista regionale | Seggi assegnati alla lista regionale                | Seggi assegnati alla lista regionale | 51,56 | 8                                  |         |       |       |
|                                      | Stefano Bastianoni                                  | 367 030                              | 38,89 | Forza Italia - Il Polo Popolare    | 164 829 | 19,57 | 6     |
| Alleanza Nazionale                   | Stefano Bastianoni                                  | 367 030                              | 38,89 | 129 220                            | 15,34   | 5     |       |
| Centro Cristiano Democratico         | Stefano Bastianoni                                  | 367 030                              | 38,89 | 26 756                             | 3,18    | 1     |       |
|                                      | Paolo Polenta                                       | 60 401                               | 6,40  | Popolari                           | 51 057  | 6,06  | 2     |
|                                      | Achille Castignani                                  | 10 962                               | 1,16  | Movimento Sociale Fiamma Tricolore | 4 397   | 0,52  | –     |
|                                      | Ruggero Morresi                                     | 10 224                               | 1,08  | Lista Pannella - Riformatori       | 7 344   | 0,87  | –     |
|                                      | Luca Rodolfo Paolini                                | 8 525                                | 0,90  | Lega Nord                          | 4 252   | 0,50  | –     |
| Totale                               | Totale                                              | 943 773                              | 100   |                                    | 842 418 | 100   | 40    |